# كينيث تو
كينيث تو (بالإنجليزية: Kenneth To) (مواليد 7 يوليو 1992) هو سبّاح أسترالي، مثّل بلاده في ألعاب الكومنولث 2014.

## روابط خارجية
كينيث تو على موقع SwimRankings.net (الإنجليزية)
- كينيث تو على موقع اللجنة الأولمبية الدولية (الإنجليزية)
- كينيث تو على موقع أوليمبيديا (الإنجليزية)
- كينيث تو على موقع اتحاد ألعاب الكومنولث (مؤرشف) (الإنجليزية)